# Megamind Rules!
Megamind Rules! (¡Megamente manda! en Hispanoamérica) es una serie de televisión animada estadounidense producida por DreamWorks Animation Television. La serie está desarrollada por Alan Schoolcraft y Brent Simons, quienes crearon los personajes basados en la película animada Megamind de 2010, que tiene lugar después de los eventos de la película directa a streaming Megamind vs. the Doom Syndicate, que sigue a Megamind aprendiendo a convertirse en un héroe en Metro City mientras es un influencer en línea. Se estrenó junto con la película en Peacock el 1 de marzo de 2024.

## Premisa
La serie, que continúa después de los eventos de Megamind vs. the Doom Syndicate (2024), presenta a Megamind defendiendo Metro City con la ayuda de sus amigos, Ol' Chum, Keiko y la recién elegida alcaldesa, Roxanne.

## Reparto de voz

### Principal
- Keith Ferguson como Megamind (Megamente en Hispanoamérica), un supervillano alienígena humanoide azul convertido en superhéroe con un gran cráneo. Ferguson reemplaza a Will Ferrell de la película original, después de haber interpretado previamente al personaje en los videojuegos relacionados de la película original.
- Laura Post como Roxanne Ritchi, la alcaldesa de Metro City (ex reportera de noticias) que es el interés amoroso de Megamind. Obtiene temporalmente los poderes de Doom Syndicate cuando Machiavillain la controló mentalmente para volverse malvada. Post reemplaza a Tina Fey de la película original.
- Josh Brener como Ol' Chum (Compa en Hispanoamérica, Amigo en España) (anteriormente Minion, Servil en Hispanoamérica y Esbirro en España), un pez alienígena parlante que ha sido el mejor amigo y compañero de Megamind desde la infancia. Cambió su nombre después de un cese y desistimiento de una cadena de comida rápida llamada Mr. Minion's Meatsicles. Brener reemplaza a David Cross de la película original.
- Maya Aoki Tuttle como Keiko Morita, fan infantil de Megamind, influenciadora de las redes sociales y segunda compañera de Megamind.

### Villanos
- Adam Lambert como Machiavillain (Maquiavillano en Hispanoamérica), el antiguo mentor de Megamind.
- Lucie Pohl como Rochelle, una cucaracha parlante que nace accidentalmente gracias al spray de inteligencia de Ol' Chum.
- Brooke Dillman como Carla Magucci/Destruction Worker, una supervillana con temática de construcción. El personaje era uno de los muchos villanos desechados que se planeaba aparecer en la película original de Megamind. Destruction Worker (que originalmente fue diseñado como hombre) se usó en los videojuegos Megamind: Ultimate Showdown y Megamind: Mega Team Unite.

### Go Fish Gang (La Banda de Pesca en Hispanoamérica)
- Todd Haberkorn como Big King Fish (Gran Rey Pez en Hispanoamérica), el líder de Go Fish Gang.
- Eric Murphy como Blue Mackerel (Caballa Azul en Hispanoamérica), miembro de Go Fish Gang.
- Joey Rudman como Red Snapper (Pargo Rojo en Hispanoamérica), miembro de Go Fish Gang.

### The Doom Syndicate (El Sindicato de la perdición en Hispanoamérica)
- Emily Tunon como Lady Doppler (Dama Climática en Hispanoamérica), una supervillana con temática de tormentas que puede manipular el clima. Ella es la excompañera de trabajo de Roxanne llamada Gail. Se muestra tranquila cuando le roban sus poderes.
- Scott Adsit como Pierre Pressure (Pierre Presión en Hispanoamérica), un supervillano con temática de mimo que tiene el poder de la hipnosis y habla con acento francés. Se muestra que habla con acento estadounidense cuando le roban sus poderes.
- Talon Warburton como Lord Nighty-Knight (Caballero Nocturno en Hispanoamérica) (anteriormente Fright Knight, Buena-Noche en Hispanoamérica), un supervillano con temática de caballero que puede manipular las sombras. Se muestra que le tiene miedo a la oscuridad cuando le roban sus poderes.
- Chris Sullivan como Behemoth (Mastodonte en Hispanoamérica), un golem de lava. Se muestra que tiene tamaño humano cuando le roban sus poderes.

### Secundario
- Roger Craig Smith como Jody Smelt, el cobarde ex alcalde de Metro City. Smith reemplaza a Stephen Kearin de la película original.
- Jeanine Mason como Christina Christo, asistente de Roxanne que anteriormente trabajó para Jody Smelt.
- Max Mittelman como Dude Monkey (Buen Mono en Hispanoamérica), un influencer de las redes sociales con temática de monos que intenta superar la popularidad de Megamind en Internet.
- Tony Hale como Mel / Mr. Donut (Sr. Dona en Hispanoamérica), el dueño de un restaurante deteriorado convertido en tienda de donas.
- Jeremy Jordan como Bennett Schlurg-Peterman, maestro de escuela de Keiko y viejo amigo de Roxanne.
- Eric Fogel como Polly 227, un periquito robot que Megamind construyó para Ol' Chum.
- Ross Marquand como Metro Man / Music Man, el ex héroe de Metro City que renunció para comenzar una carrera en la música. Marquand reemplaza a Brad Pitt de la película original.
- Jenny Yokobori como Blanche Morita, la madre de Keiko.
- Haley Joel Osment como Dan Donner / Hu-Mouse, un empleado de Toda Ciudad y científico que obtuvo las características y habilidades de los ratones a partir de un incidente de laboratorio.
- Natalia Del Riego como Terry Sasko / Supercool Power-Kid, un niño proclamado rechazado que es elegido por Machiavillain para tener superpoderes.

### Invitado
- John Lavelle como PAL-3000, un robot inventado por Keiko que Megamind programa para convertirse en su mejor amigo después de que se pone celoso de Benett.

## Episodios

### Piloto (2024)
| Título                                                                            | Dirigido por | Escrito por                     | Guion gráfico por                                                                                | Fecha de lanzamiento original |
| --------------------------------------------------------------------------------- | ------------ | ------------------------------- | ------------------------------------------------------------------------------------------------ | ----------------------------- |
| «Megamind vs. the Doom Syndicate» «Megamente contra el sindicato de la perdición» | Eric Fogel   | Alan Schoolcraft y Brent Simons | Dennis Crawford, Solomon Fong, Jason Horychun, Renee Howerton, Hadas Rosen, y Alejandra Wiechers | 1 de marzo de 2024            |

### Temporada 1 (2024)
| N.º | Título                                                                        | Dirigido por                      | Escrito por                     | Guion gráfico por                                          | Fecha de emisión original |
| --- | ----------------------------------------------------------------------------- | --------------------------------- | ------------------------------- | ---------------------------------------------------------- | ------------------------- |
| 1 | «Megamind vs. Dude Monkey» «Megamente vs Buen Mono»                           | Joel Dickie                       | JD Ryznar                       | Solomon Fong y Renee Howerton                              | 1 de marzo de 2024        |
| La popularidad de Megamind se ve desafiada cuando aparece un nuevo superhéroe llamado Dude Monkey. |                                                                               |                                   |                                 |                                                            |                           |
| 2 | «The Villainous Origin of Mr. Donut!» «El Maléfico Origen del Señor Dona»     | Mike West                         | Alan Schoolcraft y Brent Simons | Steve Garcia y Dennis Crawford                             | 1 de marzo de 2024        |
| Mr. Donut comienza a volverse malvado después de perder la memoria. |                                                                               |                                   |                                 |                                                            |                           |
| 3 | «Roach Hard: With a Vengeance» «Duro de Matar: La Venganza de las Cucarachas» | Mike West                         | Eric Fogel                      | Dennis Crawford y Steve Garcia                             | 1 de marzo de 2024        |
| Chum accidentalmente hace que una cucaracha se convierta en un genio malvado antropomórfico. |                                                                               |                                   |                                 |                                                            |                           |
| 4 | «MegaMayor» «Mega-lcalde»                                                     | Steve Garcia Behzad Mansoori-Dara | Eric Acosta                     | Jason Horychun y Hadas Rosen                               | 1 de marzo de 2024        |
| Megamind y Roxanne intentan actuar el uno como el otro cuando accidentalmente intercambian cuerpos. |                                                                               |                                   |                                 |                                                            |                           |
| 5 | «Extra Credit» «Puntos Extra»                                                 | Steve Garcia                      | Annabel Seymour                 | Solomon Fong y Hadas Rosen                                 | 1 de marzo de 2024        |
| Celoso de un viejo amigo de Roxanne, Megamind reprograma el robot de Keiko para convertirlo en un nuevo amigo. |                                                                               |                                   |                                 |                                                            |                           |
| 6 | «Too Much Chum» «Demasiado Compa»                                             | Joel Dickie                       | Eric Acosta                     | Shaan Khan, James Nguyen y David Wiebe                     | 1 de marzo de 2024        |
| Un Chum sobrecargado de trabajo crea un clon de sí mismo, pero las cosas salen mal cuando el clon comienza a hacer más clones. |                                                                               |                                   |                                 |                                                            |                           |
| 7 | «A Cake for Keiko» «Un Pastel para Keiko»                                     | Mike West                         | JD Ryznar                       | Dennis Crawford y Randy Young                              | 1 de marzo de 2024        |
| En su cumpleaños, Keiko se infiltra en el equipo Doom Syndicate para demostrarle a Megamind que puede ser una heroína. |                                                                               |                                   |                                 |                                                            |                           |
| 8 | «Who Wants to Save a City?» «¿Quién Quiere Salvar una Ciudad?»                | Joel Dickie                       | Alan Schoolcraft y Brent Simons | Shaan Khan, James Nguyen y David Wiebe                     | 1 de marzo de 2024        |
| El ex mentor de Megamind, Machiavillain regresa. |                                                                               |                                   |                                 |                                                            |                           |
| 9 | «Hero for a Day» «Héroe por un día»                                           | Steve Garcia                      | Annabel Seymour                 | Solomon Fong y Hadas Rosen                                 | 20 de junio de 2024       |
| Con Metro City pensando una vez más que Megamind es un villano, debe abrirse camino por la ciudad sin ser descubierto; las cosas se complican cuando un valiente niño de 7 años piensa que es el héroe que puede detener a Megamind. |                                                                               |                                   |                                 |                                                            |                           |
| 10 | «Of Mice That Are Men» «De Ratones Que Son Hombres»                           | Mike West                         | Eric Acosta                     | Dennis Crawford, Thalia Tomlinson, Ande Rose y Randy Young | 20 de junio de 2024       |
| En un esfuerzo por mantenerse al tanto de lo que ocurre en Metro City, Megamind se infiltra como un vendedor común y corriente, pero pronto descubre que ha habido una serie de robos y desapariciones en la tienda.                 |                                                                               |                                   |                                 |                                                            |                           |
| 11 | «Game Over» «Fin del Juego»                                                   | Joel Dickie                       | Erica Peterson                  | Shaan Khan y David Wiebe                                   | 20 de junio de 2024       |
| Machiavillain atrapa a Megamind en una simulación diseñada para volverlo malvado nuevamente. |                                                                               |                                   |                                 |                                                            |                           |
| 12 | «Blue Prison» «Prisión Azul»                                                  | Steve Garcia                      | JD Ryznar                       | Solomon Fong y Hadas Rosen                                 | 20 de junio de 2024       |
| Megamind se encuentra con su antiguo némesis Metro Man mientras intenta escapar de la prisión. |                                                                               |                                   |                                 |                                                            |                           |
| 13 | «The Art of Destruction» «El Arte de la Destrucción»                          | Joel Dickie                       | Annabel Seymour                 | Shaan Khan y David Wiebe                                   | 20 de junio de 2024       |
| Megamind intercambia poderes con Metro Man mientras lucha contra un nuevo villano conocido como Destruction Worker. |                                                                               |                                   |                                 |                                                            |                           |
| 14 | «Mission: Machia-fest» «Misión: Maquia-festival»                              | Mike West                         | Eric Acosta                     | Dennis Crawford y Thalia Tomlinson                         | 20 de junio de 2024       |
| Megamind, Chum y el resto del equipo intentan infiltrarse en un festival organizado por Machiavillain para exponerlo como villano ante el resto de la ciudad.                                                                        |                                                                               |                                   |                                 |                                                            |                           |
| 15 | «Villain City» «Ciudad Villano»                                               | Mike West                         | Annabel Seymour                 | Dennis Crawford y Thalia Tomlinson                         | 20 de junio de 2024       |
| Después de que Machiavillain controla mentalmente a los ciudadanos de Metro City, Megamind y Keiko deben encontrar una forma de curarlos a todos.                                                                                    |                                                                               |                                   |                                 |                                                            |                           |
| 16 | «Thrilling Conclusions!» «¡Conclusiones Emocionantes!»                        | Steve Garcia                      | Alan Schoolcraft y Brent Simons | Solomon Fong y Hadas Rosen                                 | 20 de junio de 2024       |
| Megamind enfrenta el desafío máximo cuando debe enfrentarse a Roxanne, controlada mentalmente. |                                                                               |                                   |                                 |                                                            |                           |

## Producción
El 11 de febrero de 2022, se anunció que Peacock había encargado una serie animada por computadora a DreamWorks Animation Television que serviría como continuación de la película, originalmente titulada Megamind's Guide to Defending Your City. La serie narra la búsqueda del nuevo héroe para convertirse en un influenciador de las redes sociales y un verdadero superhéroe. Los escritores originales de la película, Alan Schoolcraft y Brent Simons, están contratados como productores ejecutivos y showrunners, y el creador de Celebrity Deathmatch, Eric Fogel, también es productor ejecutivo. JD Ryznar fue coproductor ejecutivo y editor de la historia.
El 5 de agosto de 2022, Simons confirmó que la escritura del programa estaba completa y que la producción estaba avanzando. En enero de 2023, se reveló que la serie se estrenaría en 2024. En febrero de 2024, se anunció que la serie, ahora titulada Megamind Rules!, se estrenaría el 1 de marzo de 2024. Keith Ferguson, Laura Post, Josh Brener, Maya Aoki Tuttle, Emily Tunon, Talon Warburton, Scott Adsit, Chris Sullivan, Tony Hale, Jeanine Mason y Adam Lambert fueron anunciados como parte del elenco.
Los nuevos episodios del programa comenzaron a transmitirse el 20 de junio de 2024.